# Nicolás Monardes

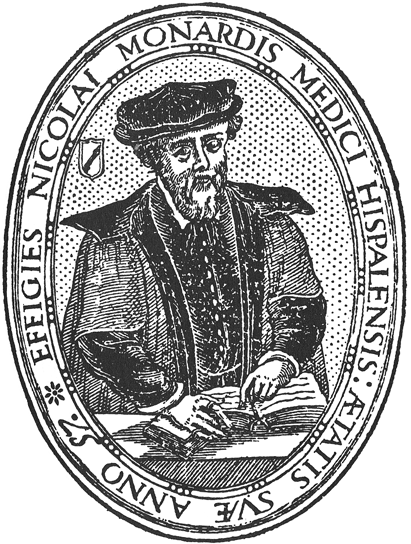
Nicolas Monardes, com a idade de 57 anos

Nicolás Bautista Monardes (c.Sevilha, 1493 — Sevilha, 10 de Outubro de 1588), destacado médico e botânico espanhol,que realizou os seus estudos na Universidade de Alcalá de Henares, tirando o bacharelato em artes (1530) e em medicina (1533). Em 1547 doutorou-se em medicina na cidade de Sevilha. 
Nunca saiu de Espanha para viajar até ao Novo Mundo, mas o certo é que os seus estudos versaram sobre a matéria médica americana.
Monardes foi o médico mais conhecido na Europa durante o século XVI, tendo os seus livros sido traduzidos para Latim, Inglês, Italiano, Francês, Alemão e Holandês.

## Vida
Filho de Nicoloso de Monardis um livreiro Italiano e de Ana de Alfaro, filha de um médico. 
Em 1537 casou com Catalina Morales, filha de García Perez Morales, professor de medicina em Sevilha. Tiveram sete filhos, alguns dos quais foram para a América; o pai, contudo, estudou as drogas americanas sempre em Sevilha.
Depois da morte da mulher (1577), Monardes dedicou-se a ordens sagradas e acabou por morrer onze anos mais tarde, após uma hemorragia cerebral.

## Obras Relevantes
De todas as obras publicadas destacam-se Diálogo llamado pharmacodilosis (1536), onde examinou o humanismo e sugeriu o estudo profundo de autores clássicos, principalmente de Dioscórides, e Dos libros, el uno que trata de todas las cosas que traen de nuestras Indias Occidentales que sierven al uso de Medicina..., em que foi esta a primeira edição e data de 1565. Esta última obra engloba mais duas edições, ambas em 1571 na cidade de Sevilha:a segunda, Segunda parte del libro de todas as cosas..., contém a descrição do tabaco e outras drogas e a terceira, Libro que trata de la nieve. Um livro contendo todas as partes foi editado em 1574 com o título Primera, y segunda y tercera partes de la historia medicinal de las cosas que se traen de nuestras Indias Occidentales que se sirven en medicina....Este trabalho foi traduzido para italiano, inglês, latim e francês.

## MONARDES, O Fundador da Farmacognosia
Na obra editada em 1536 Monardes opunha-se à entrada de drogas americanas no arsenal terapêutico europeu. Para ele, as drogas durante o transporte e, posteriormente, durante o armazenamento eram susceptíveis de sofrer alterações significativas inviabilizando uma correcta terapêutica.
Na obra de 1565 muda de ideias, mostrando-se intransigente defensor das drogas americanas, descrevendo as propriedades de várias drogas como a jalapa, o sassafrás, o guáiaco, a canafístula, a coca, o tabaco e as árvores dos bálsamos do Peru e Tolu.
Monardes dedicou especial atenção às drogas destinadas ao combate à sífilis, bem como à técnica farmacêutica. É considerado um dos fundadores da farmacognosia, na medida em que identificou e caracterizou diferentes drogas e testou as suas acções farmacológicas e tóxicas.
Este médico espanhol rapidamente se dedicou ao problema da comercialização daquelas drogas e, por isso, transformou-se num reputado comerciante de drogas, tendo conseguido uma enorme fortuna à custa do comércio das drogas, chegando a vender grandes quantidades de matérias-primas a dados boticários.

## Lista de trabalhos de Monardes
- 1536, Sevilha: Diálogo llamado pharmacodilosis.
- 1539, Sevilha: De Secanda Vena in pleuritii Inter Grecos et Arabes Concordia.
- 1540, Sevilha: De Rosa et partibus eius.
- 1565, Sevilha: Dos libros, el uno que trata de todas las cosas que traen de nuestras Indias Occidentales que sierven al uso de Medicina....
- 1571, Sevilha, Alonso Escrivano: Segunda parte del libro des las cosas que se traen de nuestras Indias Occidentales, que sirven al uso de la medicina; do se trata del tabaco, y de la sassafras, y del carlo sancto, y de otras muchas yervas y plantas, simientes, y licores que agora nuevamente han venido de aqulellas partes, de grandes virtudes y maravillosos effectos.
- 1571, Sevilha: Libro que trata de la nieve.
- 1574, Sevilha, Alonso Escrivano: Primera,  segunda y tercera partes de la historia medicinal de las cosas que se traen de nuestras Indias Occidentales, que sirven en medicina; Tratado de la piedra bezaar, y dela yerva escuerçonera; Dialogo de las grandezas del hierro, y de sus virtudes medicinales; Tratado de la nieve, y del beuer frío.
- 1580, Sevilha, Fernando Diaz: Reimpresión la publicación de 1574.